# 默瑟山
70°13′S 65°39′E / 70.217°S 65.650°E
默瑟山（英語：Mount Mercer）是南極洲的山峰，位於麥克羅伯特森地，屬於查爾斯王子山脈中阿索斯山脈的一部分，根據澳大利亞探險隊拍攝的空中照片繪入地圖，現時由南極條約體系管理。